# Władysław Koziebrodzki
Władysław Koziebrodzki, född 1839, död 13 februari 1893, var en polsk greve och författare.
Koziebrodzki deltog i upproret 1863 och måste därefter tillbringa några år i utlandet. Efter återkomsten till Polen ägnade han sig åt novellistiskt och dramatiskt författarskap, som på sin tid var tämligen omtyckt, men vilket enligt den svenske slavisten Alfred Jensen saknar egentligt litterärt värde.